# アウシュヴィッツ・レポート
『アウシュヴィッツ・レポート』（原題：Správa / The Auschwitz Report）は、2020年制作の映画。スロバキア・チェコ・ドイツ・ポーランド合作。
第二次世界大戦末期、アウシュヴィッツ強制収容所から脱走した2人の若いユダヤ人がアウシュヴィッツの実態を告白したレポートを提出し、それによって12万人のユダヤ人の命が救われた実話の映画化。第93回アカデミー賞国際長編映画賞スロバキアの代表作品に選出された。

## あらすじ
第二次世界大戦末期の1944年、ユダヤ人が収監されているアウシュヴィッツ強制収容所で、過酷な労働を強いられて殺害される人々の遺体記録係をしているスロバキア系ユダヤ人のアルフレートは、ホロコーストの真実を世界に伝えようと、ヴァルターと共にナチス・ドイツによる残虐な行為の証拠を持って脱走する。

## キャスト
- アルフレート・ヴェツラー：ノエル・ツツォル
- ヴァルター・ローゼンベルク：ペテル・オンドレイチカ
- ウォレン：ジョン・ハナー
- ラウスマン伍長：フローリアン・パンツナー
- コズロフスキ：ヴォイチェフ・メツファルドフスキ
- ヘルシェク：ヤツェク・ベレール
- パヴェル：ヤン・ネドバル
- クヅク：ラース・ルドルフ
- マルセル：ミハル・レジュニー
- ジュゼク：カミル・ノジンスキー
- カツマレク：アレクサンデル・ミンツェル
- アダメク：クサヴェリ・シュレンキエル